# Dekanat Goleszów
Dekanat goleszowski − jeden z 23 dekanatów katolickich wchodzących w skład diecezji bielsko-żywieckiej, w którego skład wchodzi 8 parafii, które w 2005 zamieszkiwało łącznie ponad 13 tysięcy wiernych.
Powstał w październiku 1995 r. po podzieleniu dotychczasowego dekanatu Cieszyn.

## Przełożeni
- Dziekan: ks. Kazimierz Walusiak[3],
- Wicedziekan: ks. Dariusz Kowala[3],
- Ojciec duchowny: o. dr Wit Chlondowski OFM[4],
- Duszpasterz Służby Liturgicznej: ks. Zbigniew Zachorek[3],
- Dekanalny Wizytator Katechizacji: ks. Dariusz Kowala[3],
- Dekanalny Duszpasterz Rodzin: ks. Dariusz Kowala[3],
- Dekanalny Duszpasterz Młodzieży: ks. Zbigniew Zachorek[3].

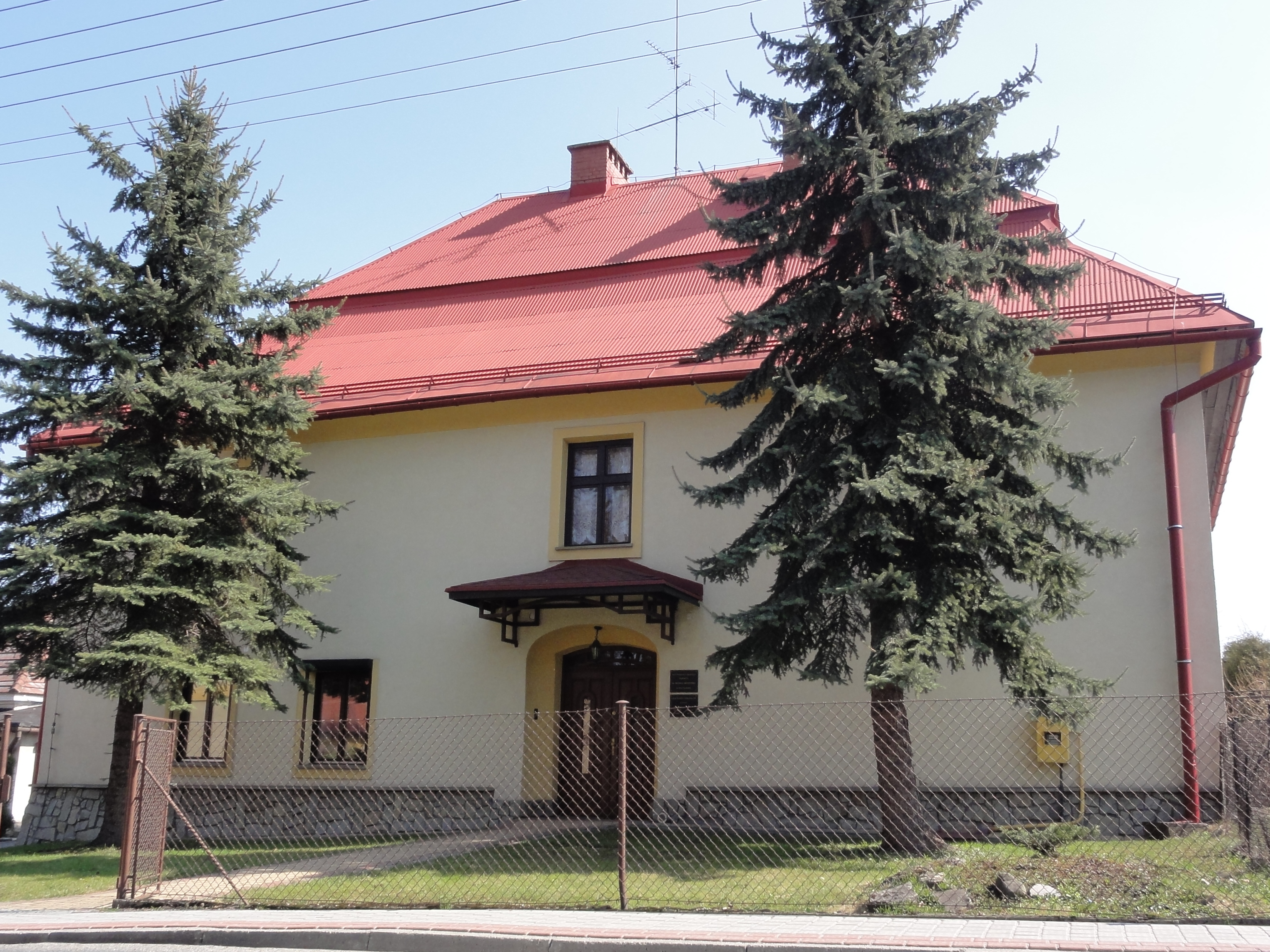
Siedziba dziekana

## Parafie
- Goleszów: Parafia Świętego Michała Archanioła
- Hażlach: Parafia Świętego Bartłomieja
- Kaczyce: Parafia Podwyższenia Krzyża Świętego
- Leszna Górna: Parafia Świętego Marcina
- Ogrodzona: Parafia Świętego Mateusza
- Pogwizdów: Parafia Świętego Jana Nepomucena
- Puńców: Parafia Świętego Jerzego
- Zamarski: Parafia Świętego Rocha